# Store Gud, mitt hjärta lär
Store Gud, mitt hjärta lär är en kristen psalm. Texten är skriven av Samuel Ödmann.

## Publicerad i
- 1819 års psalmbok, som nummer 38 under rubriken "B. De förnämsta skapde varelserna. – 2. Människan".